# Urkabustaizko irla-hariztiak / Robledales isla de Urkabustaiz
Urkabustaizko irla-hariztiak / Robledales isla de Urkabustaiz este o arie protejată (arie specială de conservare — SAC, sit de importanță comunitară — SCI) din Spania întinsă pe o suprafață de 276,76 ha, integral pe uscat.

## Localizare
Centrul sitului Urkabustaizko irla-hariztiak / Robledales isla de Urkabustaiz este situat la coordonatele 42°56′32″N 2°52′46″W / 42.9422°N 2.8794°V.

## Înființare
Situl Urkabustaizko irla-hariztiak / Robledales isla de Urkabustaiz a fost declarat sit de importanță comunitară în mai 2003 pentru a proteja 32 de specii de animale. Situl a fost protejat și ca arie specială de conservare în mai 2015.

## Biodiversitate
Situată în ecoregiunea atlantică, aria protejată conține 9 habitate naturale: Păduri aluvionare cu Alnus glutinosa și Fraxinus excelsior (Alno-Padion, Alnion incanae, Salicion albae), Păduri de fag acidofile atlantice, cu subarboret de Ilex și, uneori, de asemenea, Taxus, la nivelul arbuștilor (Quercion robori-petraeae sau Ilici-Fagenion), Păduri de stejar sau de stejar și carpen sub-atlantice și medio-europene de Carpinion betuli, Păduri de stejar galițio-portugheze cu Quercus robur și Quercus pyrenaica, Păduri iberice de Quercus faginea și Quercus canariensis, Fânețe de joasă altitudine (Alopecurus pratensis, Sanguisorba officinalis), Pajiști uscate seminaturale și facies de acoperire cu tufișuri pe substraturi calcaroase (Festuco-Brometalia) (* situri importante pentru orhidee), Râuri de munte și vegetația lor lemnoasă cu Salix elaeagnos, Pajiști uscate europene.
La baza desemnării sitului se află mai multe specii protejate:
- păsări (29): fâsă de pădure (Anthus spinoletta), fâsă de pădure (Anthus trivialis), caprimulg (Caprimulgus europaeus), șerpar (Circaetus gallicus), botgros (Coccothraustes coccothraustes), cuc (Cuculus canorus), șoimul rândunelelor (Falco subbuteo), muscar negru (Ficedula hypoleuca), Hippolais polyglotta, rândunică (Hirundo rustica), capîntortură (Jynx torquilla), forfecuță gălbuie (Loxia curvirostra), ciocârlie de pădure (Lullula arborea), gaia neagră (Milvus migrans), gaia roșie (Milvus milvus), muscar sur (Muscicapa striata), ciuf-pitic (Otus scops), viespar (Pernis apivorus), codroșul de pădure (Phoenicurus phoenicurus), pitulice de munte (Phylloscopus bonelli), pitulice de munte (Phylloscopus collybita), Phylloscopus ibericus, pitulice-fluierătoare (Phylloscopus trochilus), sitar de pădure (Scolopax rusticola), scatiu (Spinus spinus), turturică (Streptopelia turtur), silvie de zăvoi (Sylvia borin), silvie de câmp (Sylvia communis), sturzul viilor (Turdus iliacus)
- mamifere (2): liliac cârn (Barbastella barbastellus), liliac cu urechi mari (Myotis bechsteinii)
- nevertebrate (1): rădașcă (Lucanus cervus)

Pe lângă speciile protejate, pe teritoriul sitului au mai fost identificate 3 specii de păsări, 1 specie de amfibieni, 4 specii de mamifere.